# Плесовський Федір Васильович
Фе́дір Васи́льович Плесо́вський (рос. Фёдор Васильевич Плесовский; *1 жовтня 1920, с. Пльосово, Усть-Сисольський повіт, Північно-Двінська губернія, РРФСР, тепер Прилузький район, Республіка Комі, Росія  — 27 березня 1988, Сиктивкар, СРСР) — комі  фольклорист, дослідник мови й усної творчості, зокрема прозової народу комі, кандидат філологічних наук (1951).

## З життєпису
Федір Плесовський народився 1 жовтня 1920 року в селі Пльосовому (назва мовою комі Кодж) тодішнього Усть-Сисольського повіту Північно-Двінської губернії. 
В 1941 році закінчив навчання у Педагогічному інституті Комі. А за 10 років, у 1951 році захистив кандидатську дисертацію на тему «Епічний фольклор народу комі». 
У період 1952-1982 років працював старшим науковим співробітником відлілу мови та літератури Комі філіалу АН СРСР. Зокрема вчений займався збиранням, систематизацією і підготовкою до друку творів народної творчості народу комі, проблематикою епоса у фольклорі народу комі, етимологізацією топонімів  прізвищ комі. Організовував, керував і брав особисту участь у численних фольклорних експедиціях і польових дослідженнях районами проживання народу комі. 
Ф.В. Плесовський помер 27 березня 1988 року, похований у Сиктивкарі.

### Мовою комі
Збірники текстів:
- Коми мойдъяс, сьыланкывъяс да пословицаяс / Сост. Ф.В. Плесовский. – Сыктывкар: Коми кн. изд-во, 1956. – 226 л.б. («Казки, пісні та прислів'я народу комі»)
- Коми мойдъяс да сьыланкывъяс / Сост. Ф.В. Плесовский. – Сыктывкар: Коми кн. изд-во, 1963. 128 с.
- Коми мойдъяс / Сост. Ф.В. Плесовский. – Сыктывкар: Коми кн. изд-во, 1966. – 140 с.
- Коми пословицы и поговорки / Сост. Ф.В. Плесовский. – Сыктывкар: Коми кн. изд-во, 1973. – 216 с. (двомовне видання, з перекладом російською мовою)
- Коми народные загадки / Сост. Ф.В. Плесовский. – Сыктывкар: Коми кн. изд-во, 1975. – 111 с. (двомовне видання, з перекладом російською мовою)
- Коми мойдъяс / Сост. Ф.В. Плесовский. – Сыктывкар: Коми кн. изд-во, 1976. – 136 с.
- Коми фразеологизмъяс / Сост. Ф.В. Плесовский. – Сыктывкар: Коми кн. изд-во, 1980. – 119 с.
- Коми шусьöгъяс да кывйöзъяс. 2-ое изд. / Сост. Ф.В. Плесовский. – Сыктывкар: Коми кн. изд-во, 1983. – 208 с. («Прислів'я та приказки народу комі»)
- Коми кывтэчасъяс / Сост. Ф.В. Плесовский. – Сыктывкар: Коми кн. изд-во, 1986. – 176 с. («Вислови народу комі»)

Ф.В. Плесовский — автор монографії про прізвища народу комі (Комиын овъяс / Сост. И.Л. Жеребцов. – Сыктывкар, 1997) та наукової статті про комі та чудь (Комияс да чудьяс // Войвыв кодзув. – 1989. – № 9. – С. 57), виданих посмертно.

### Російською мовою
Монографії:
- Свадьба народа коми (обряды и причитания). Сыктывкар: Коми кн. изд-во, 1968. – 320 с.
- История коми литературы: в 3-х т. Т. 1. Фольклор. – Сыктывкар: Коми кн. изд-во, 1979. (Співавтори – А.К. Мікушев, Ю.Г. Рочев, П.І. Чистальов)

Збірники текстів:
- Коми народные сказки / Сост. Ф.В. Плесовский, Н. Белинович. – Сыктывкар: Коми кн. изд-во, 1958. – 158 с.
- Коми народные сказки / Сост. Ф.В. Плесовский. – Сыктывкар: Коми кн. изд-во, 1975. – 143 с.

Статті:
- Космогонические мифы коми и удмуртов // Этнография и фольклор коми / Труды ИЯЛИ КФ АН СССР. - Сыктывкар. - Вып. 13. — 1972.
- История собирания и изучения фольклора народа коми // НА Коми НЦ УрО РАН. - Ф. 1. - Оп. 11. - Д. 163.